# Droga krajowa B232 (Niemcy)
Droga federalna B232 (niem. Bundesstraße 232, B 232) – była niemiecka droga państwowa w Nadrenii Północnej-Westfalii, przebiegająca z zachodu na wschód. Łączyła drogę B8 w Leverkusen z autostradą federalną A1 oraz drogą B51 na węźle Burscheid koło Burscheid. 1 stycznia 2010 unieważniono numer B232, zaś arteria otrzymała niższą kategorię drogi krajowej (niem. Landesstraße) nr L291.
Ze swoją długością (10 km) była jedną z najkrótszych dróg państwowych w Niemczech.